# Marcion
Marcion, Marcion iz Sinopa, Marcion iz Sinope (stgrč. Μαρκίωνα Σινώπης, Markion, Sinop oko 85. – 160.), ranokršćanski biskup i bogoslov iz 2. stoljeća, koji je isticao nespojivost Novoga i Staroga zavjeta, odnosno Isusovog učenja i judaizma.
Bio je sljedbenik Pavla iz Tarza, koji je započeo odvajanje kršćanstva od judaizma. Teoriju da je Marcion prvi ustanovio kršćanski kanon Novoga zavjeta, koji je sadržavao spise Pavla i njegovog učenika Luke, nastojeći razvidno odvojiti kršćanstvo od judaizma prvi je iznio Adolf von Harnack u svom djelu Adolf Harnack. Marcion: Das Evangelium vom fremden Gott iz 1924. godine. Ta teorija je tijekom 20. stoljeća postala gotovo univerzalno prihvaćena, ali je istodobno postala predmet brojnih prijepora i neslaganja među stručnjacima. Iako crkva njegovu inačicu kanona nije prihvatila, ipak je utjecao na crkvu da razvidno formulira vlastiti biblijski kanon, dodajući Marcionovoj zbirci još drugih spisa.
Nakon sukoba sa službenim kršćanstvom okupio je veliku crkvenu zajednicu, kao oporbu rimskoj crkvi. Crkva je njegovo učenje proglasila herezom, zbog gnostičkih čimbenika. Bez obzira na tu osudu Marcionova vjerska učenja ostala su vrlo utjecajna u sljedećih 150 godina tako da su se crkveni oci osjećali ugroženom od nje. Marcionova učenja će na kraju biti definitivno poražena tek na Prvom nicejskom saboru 327. godine.
Danas se općenito smatra da Marcion i nije bio gnostik jer mu se učenje znatno razlikuje od općeg gnostičkog mišljenja.

## Život
Marcion je rođen je oko 85. godine u priobalnom gradu Sinopu na Crnom moru, u području Ponta (današnja Turska) u Maloj Aziji. Bio je sin tamošnjeg kršćanskog biskupa (u to vrijeme je biskupovao Foka Sinopski). Neki izvori navode da se bavio brodogradnjom. Njegovi neprijatelji tvrde da je počeo kao asket, ali je još tada zbog "zavođenja djevice" navodno isključen iz crkve. Neki proučavatelji ovo odbacuju kao "zlonamjerne glasine" ili tumače alegorijski u smislu da je "djevica" Kristova Crkva (Ehrman).
U svakom slučaju, Marcion u svojim pedesetim godinama, najvjerojatnije u svojstvu biskupa, odlazi u Rim. Putovao je preko Smirne, gdje se sreo s Polikarpom, te u Rim stiže oko 139. godine. U Rimu su ga prihvatili kao uglednog kršćanina. Prema predaji, po dolasku u Rim, dao je pozamašan iznos novca Rimskoj Crkvi. U Rimu ostaje pet godina, podučavajući kršćanskoj vjeri i razrađujući njene pojedinosti u nekoliko spisa. Tamo razvija vlastiti bogoslovni sustav, zasnovan na tumačenju Isusove poruke, i okuplja brojne pristaše oko sebe. Irenej navodi da je bio učenik Kerdona, sirijskog gnostika koji je djelovao u Rimu, što nije sigurno, ali je vjerojatno da su došli u kontakt. Marcion je pokušavao zasnovati kršćansku zajednicu na čistoj Kristovoj poruci, onako kako ju je on razumio, a koju je u kršćanskim krugovima svoga vremena svuda nalazio manje ili više iskrivljenu. Propovijedao je povratak izvornom kršćanstvu, upražnjavajući asketizam i post. Njegova nastojanja su imala za cilj odvojiti kršćanstvo od judaističkih učenja Starog zavjeta.
Nakon sukoba s rimskim papom Pijom, Marcion je oko sredine 144. godine isključen iz crkvene zajednice i u Rimu. Tim je povodom uputio zajednici otvoreno pismo u kojemu je iznio svoju obranu. Nakon toga, Marcion sa svojim pristašama u Rimu započinje organizirati kršćanske općine odvojene od Rimske Crkve. U tome je imao velikog uspjeha. Njegova se crkva iz Rima proširila u druge krajeve, sve do Sirije. Justin Filozof, njegov pravovjerni suvremenik, o njemu kaže: 
Sam Marcion se vraća u Malu Aziju, gdje nastavlja svoje učenje, stvarajući veliku kršćansku zajednicu u kojoj je bio biskup. Protiv Marcionovih pristaša osobito se borio papa Anicet, koji je 150.-ih godina svećenicima zabranio nošenje duge kose, vjerojatno zbog toga što su ju gnostici nosili.

## Učenje
Marciona su u potpunosti zaokupljali život i učenja apostola Pavla, kojeg je on smatrao pravim apostolom prvih godina Crkve. Marcion se nadovezuje na Pavlove tvdnje, kako spasenje dolazi pomoću vjere u Krista, a ne obavljanjem radnji koje propisuje židovski zakon. Marcion je Pavlovu razliku između Zakona i vjere u Krista doveo do onoga što je smatrao logičnom posljedicom, potpuno odvajajući zakon i evanđelje. Marcionom je u tom smislu radikalizirao učenje Pavla. Harnack ga vidi kao dovršitelja Pavla.
Temeljno je polazište Marciona nepomirljiva proturječnost između pravednosti i milosti, zakona i evanđelja, judaizma i kršćanstva. Zakon i evanđelje toliko se razlikuju da ne mogu potjecati od istog Boga. Marcion starozavjetnog Boga zove pravednim, dok je Isusov Bog dobar. Da su oni različiti, Marcion dokazuje brojnim primjerima iz Svetog pisma. Zakon kaže: oko za oko, zub za zub; a Evanđelje: »Ako te netko udari po jednom obrazu, pruži mu i drugi«. Elizej šalje medvjede na djecu koja mu se rugaju, a Isus kaže: »Pustite djecu dolaziti k meni.« Mojsije širi ruke na brdu da Izrael može istrijebiti svoje neprijatelje, a Isus širi ruke na križu kako bi spasio grješnike. Jošua zaustavlja sunce da se može nastaviti ubijanje, a Isus kaže: »Neka sunce ne zađe nad vašom srdžbom.«
Marcion je razlikovao boga Tvorca (Demijurga) od istinskog Boga: starozavjetni bog tvorac, kojeg obožavaju Židovi, je stvorio svijet, i donio svoj surovi zakon; više načelo, koje se može nazvati dobrim Bogom, je nevidljivo, i ne može se imenovati ni iskazati. Marcion dokazuje da Bog ne može biti podvrgnut afektima, a jer se u hebrejskoj bibliji govori o Božjem gnjevu, ljubomori, pa i kajanju, to ne može biti pravi Bog. Demijurg, niže božanstvo, nema pojma o postojanju višeg Boga od sebe, pa zbog toga inzistira kako je on jedini Bog i kako nema drugog Boga. Stoga je istinski i neizrecivi Bog poslao Krista u svijet kako bi spasio ljude i razobličio gnjevnog hebrejskog Boga tvorca. Kristovo učenje odvlačilo je ljude od demijurga, zato je i bio razapet.
Postoje proturječni izvještaji o Marcionovoj kristologiji. Prema jednima, smatrao je kako je Isus rođen od žene Marije, kao i svaki drugi čovjek, a ne od djevice. Prema drugima, Marcionova je kristologija doketska. Krist nije imao ljudsko tijelo, nego se samo prividno ukazao kao čovjek. Nije se rodio od Marije niti je rastao kao čovjek, nego se u 15. godini cara Tiberija odjednom pojavio u Kafarnaumu i propovijedao neznanog dobrog Boga Oca, za razliku od ratničkog Boga izraelskog. Demijurg ga je u zavisti progonio te je osuđen na smrt i raspet, ali je trpio samo prividno.
Budući da kršćani žive u svijetu Demijurgovu, nad kojim on vlada, zato ih on progoni. Nakon Kristova dolaska spašavaju se svi koji vjeruju u njega. Kao način spasenja preporučivao je asketizam i post. Odbacivao je doslovno tumačenje uskrsnuća u smislu uskrsnuća tijela, vjerujući kako samo duša može uskrsnuti i biti spašena. Spašavaju se samo ljudske duše, a tijelo ostaje pod vlašću Demijurga, i ono se nakon smrti raspada.
Marciona su u često smatrali gnostikom, iako se od gnosticizma razlikuje po bitnim stavovima: ne inzistira na ezoterizmu, ne traži tajni smisao Knjige Postanka, već odbacuje cijelu hebrejsku bibliju, ne ističe znanje (gnosis) nego vjeru. Zajedničko s gnosticima ima suprotstavljanje istinskog Boga nižem Demijurgu.

## Spisi
Marcion se bavio onim što se danas zove »biblijskom kritikom teksta«. Njegovi najutjecajniji spisi bili su oni koje on sam nije pisao, već samo uredio.
Marcionovo glavno djelo se naziva Antiteze (Antitheseis). U ovom ogolemom djelu on suprotstavlja izrijeke iz Starog i Novog zavjeta s namjerom pokazati kako su jedne drugima proturječne, dokazujući da se to ne može spajati, kao što je učinila crkvena Biblija. Ovo je djelo bilo prevedeno na sirijski, a marcionovci su ga promatrali kao svoj normativni spis.
Marcion je napisao i jednu poslanicu, vjerojatno onu u trenutku kad je istupao iz Crkve. Kasnije se spominjao i armenski prijevod nekog Marcionova spisa »Proeuangelion«. Ne zna se, međutim, je li to bilo različito djelo od Antitheseisa.

## Kanon Novog zavjeta
Marcion se smatra sastavljačem prvog kršćanskog kanona. Iako je u to vrijeme bilo spisa koji su kružili ranokršćanskim zajednicama, Marcion je kodificirao prvi kanon Novog zavjeta koji se sastojao od Lukinog evanđelja i Pavlovih poslanica, jer su jedino ta dvojica (Luka je Pavlov učenik) ispravno shvatili Isusovo učenje.
Marcionov Novi zavjet sadržavao je 11 knjiga i bio je podijeljen na dva dijela: Evangelion i Apostolikon. Evangelion je bilo Evanđelje po Luki, u nešto drukčijem obliku nego što je poznato danas. Tako Marcionovo Evanđelje po Luki nije sadržavalo uvodna dva poglavlja. Apostolikon je sadržavao 
deset Pavlovih pisama koja su Marcionu bila dostupna: Galatima, 1. i 2. Korinćanima, Rimljanima, 1. i 2. Solunjanima, Efežanima (koju je nazivao Laodicejskom), Kološanima, Filipljanima i Filemonu. Svi ovi spisi kasnije su ušli u službeni Kanon Novog zavjeta.
Proučavatelj Novog zavjeta Robert M. Price istražujući kako, kada i tko je skupio razne Pavlove poslanice u jednu zbirku poslanica, dolazi do zaključka kako je Marcion prva osoba zabilježena u povijesti da prikuplja Pavlova pisma raznim crkavama u jedan kanon Pavlovih poslanica. Ako je ovo točno, onda je Marcionova uloga u formiranju i razvoju kršćanstva nepojmljiva.
Neki znanstvenici, poput Kinziga, smatraju kako je Marcion prvi uveo u uporabu pojam Zavet (lat. Testamentum). Marcionova Biblija imala je u njegovoj zajednici veliki ugled. Grčki tekst Marcionove Biblije bio je kasnije preveden i na sirijski, što spominje Efrem Sirin.

## Marcioniti
Neki kasniji sljedbenici, poput Markusa, radikalizirali su Marcionovo učenje te starozavjetnog Boga proglasili zlim Bogom. Od Marcionovih učenika najistaknutiji je bio Apeles, koji se u Rimu priključio Marcionu, a još za njegova života otišao je u Aleksandriju, gdje je razradio monističko učenje da je demijurga stvorio dobri bog. Napisao je Silogizme (Syllogismoi) u kojima je dokazivao kako su Mojsijeve knjige pune neistina, pa prema tome ne mogu biti božjeg podrijetla. Sirijski marcionit Prepon, koji je napisao jedan spis protiv Bardesana, zastupao je tri vrhovna načela: Boga Oca Kristova, koji je Bog kršćana; Demijurga, koji je Bog Židova; zloga Boga, koji je Bog pogana.
Ustroj marcionitske zajednice nije se puno razlikovala od Katoličke Crkve; zadržano je hijerarhijsko uređenje (biskupi, prezbiteri i đakoni). Krstili su u vodi i pomazivali svetim uljem. Žene su jednako sudjelovale u vjerskom životu i bilo im je dopušteno krstiti ljude. Marcion je skandalizirao pravovjerne suvremenike postavljanjem žena na položaje svećenika i biskupa ravnopravno s muškarcima. Marcionitske kršćanske zajednice su se „za pola naraštaja proširile cijelim poznatim svijetom“. Naredna dva stoljeća će skoro u svakom većem mjestu predstavljati oporbu katoličkoj (sabornoj) crkvi, preživljući „neznabožačke progone i carsku nenaklonost.“
Grčki filozof Kelsos, pišući u Aleksandriji krajem 2. stoljeća o kršćanima svoga vremena, spominje i marcionite. Marcionova zajednica postojala je još u 5. stoljeću.
Marcionove ideje pojavljuju se i u Manijevom učenju, pa se krajem 4. stoljeća mnogi marcioniti pretapaju u manihejce. Slične ideje o odbacivanju Starog zavjeta pojavit će se par stoljeća kasnije u učenjima bogumila na Balkanu i katara u južnoj Francuskoj.

## Rasprave o Marcionu
Marcionov je život ostao poznat samo kroz djela koja su o njemu pisali njegovi protivnici. Osim te teškoće, u povijesnim izvorima koji ga spominju javlja se i pitanje važnih nadnevaka iz Marcionovoga života pošto su ih njegovi protivnici često miješali.
Marcion je živio u Sinopu na Pontu. Taj lučki grad se nalazi na južnoj obali Crnog mora, a Tertulijan koji se rodio u doba Marcionove smrti je povezavši te početne neupitne činjenice tvrdio u svom djelu da je on bio sin brodara. Prema drugim izvorima, Marcion je bio sin biskupa Sinopa, koji ga je izbacio iz mjesne crkve jer je zaveo djevicu. Velik broj suvremenih povjesničara danas misli kako Marcion nije zaveo djevicu, nego kako je riječ o prenesenom značenju to jest kako je riječ o crkvi čije vjernike je njegovo učenje zavelo.
Niti jedan od preživjelih izvora iz 2. stoljeća ne govori razlog zbog kojeg je Marcion uzeo pisma preporuke napisana od strane svojih sunarodnjaka i krenuo na putovanje po Maloj Aziji gdje će provoditi evangelizaciju. U tom je razdoblju bio surađivao s Kerdonom, ali izvori se ne slažu tko je bio učenik, a tko učitelj tako da na primjer ranije navedeni Tertulijan piše kako je Marcion bio učitelj, a Irenej Lionski kaže kako je to bio Kerdon.
Marcion je potom otišao u Rim, gdje se tada nalazila jedna najvećih kršćanskih zajednica. Tijekom svog boravka u glavnom gradu Rimskog Carstva on će dati 200 000 sestercija tamošnjoj crkvi čime je postao ugledan član tamošnje zajednice. Taj iznos koji je on darovao crkvi bila je enormna to jest riječ je o pola iznosa za koji se mogao kupiti status plemića u gradu Rimu. Prema nekim izvorima u početku se vodio ortodoksnim idejama, ali je zatim drastično promijenio način razmišljanja i izišao pred zajednicu s idejom kako je kršćansko evanđelje nešto posve novo u odnosu na hebrejsku Bibliju. Taj način razmišljanja na kojemu je on nastavio inzistirati mu je donio lošu reputaciju, zbog čega je bio prisiljen napustiti tamošnju crkvenu zajednicu.

### Stari pisci o Marcionu
- Justin Filozof (oko 105. - oko 164.) je bio upoznao Marciona i u o svojoj Prvoj apologiji spominje marcionite. On je čak pisao pozitivno o Marcionu, ali je njegovo djelo izgubljeno. Jedino su sačuvani dijelovi koji spominje Irenej Lionski.
- Irenej Lionski (130. – 202.) je također upoznao Marciona. Njegova namjera bila je napisati djelo protiv Marcionovih teorija, ali ono nije uspio završiti.
- Tertulijan (oko 160. – 240.) je glavni izvor podataka o Marcionu
- Hipolit Rimski (170. – 235.) u svom djelu Protiv svih hereza knjiga VII, dio 17-26 govori o Marcionu
- Commodian je bio kršćanski pjesnik i najvjerojatnije autor poeme protiv Marciona
- Epifanije Salaminski (oko 315. – 403.) je bio biskup Salamine. Njegovo djelo Protiv hereza ima neprocjenjivu vrijednost po pitanju rekonstrukcije Marcionovoga kanona jer se on tamo spominje čak 78 puta.
- Jefrem Sirin (306. – 373.) je bio sirijski đakon koji u mnogo svojih himni protiv heretika spominje Marciona
- Jeznik od Kolba (5. stoljeće) je bio armenski kršćanski pisac koji u svom djelu Protiv svih Sekti knjizi 4 govori protiv Marciona. On je posebno važan jer je jedini nerimski pisac koji govori o njemu

## Poveznice
- Rano kršćanstvo
- Marcionstvo

## Vanjske poveznice
- Centar za marcionitska istraživanja
- Marcion u Enciklopediji Britannica  Arhivirana inačica izvorne stranice od 6. veljače 2012. (Wayback Machine)
- marcioniti u Katoličkoj enciklopediji
- Marcion na pravoslavnim stranicama  Arhivirana inačica izvorne stranice od 19. rujna 2015. (Wayback Machine)
- Robert I Bradshaw, Marcion: Portrait of a Heretic
- Ernest Evans, Marcion: his Doctrine and Influence
- Marcion of Sinope (christianitydisproved)